# ヘクター・サンティアゴ
ヘクター・フェリペ・サンティアゴ（Hector Felipe Santiago, 1987年12月16日 - ）は、アメリカ合衆国ニュージャージー州ニューアーク出身のプロ野球選手（投手）。左投右打。メキシカンリーグのモンクローバ・スティーラーズ所属。プエルトリコ系アメリカ人である。

## 経歴

### プロ入りとホワイトソックス時代
2006年のMLBドラフト30巡目（全体915位）でシカゴ・ホワイトソックスから指名され、プロ入り。
2011年7月6日のカンザスシティ・ロイヤルズ戦で3番手として登板し、メジャーデビューを果たした。
2012年の4月にはクローザーを務めた。夏場に先発転向が決まり、マイナーでの調整を経て、9月3日にメジャー初先発で勝ち星を挙げた。
最終的には4試合の先発登板を含む42試合に投げ、4勝1敗4セーブ、防御率3.33を記録し、投球イニング数を上回る三振を奪った。レギュラーシーズン終了後、プエルトリコのウィンターリーグであるリーガ・デ・ベイスボル・プロフェシオナル・ロベルト・クレメンテに参加し、そこでも好投を披露した。
2013年は、リリーフとして開幕を迎えたが、5月にジェイク・ピービーの代役で先発として投げた。その後、再度リリーフに戻ったが、すぐに先発ローテーションに復帰した。以後は先発として投げ、23試合の先発登板を含む34試合に登板。得点援護が少なかった為、4勝9敗と負け越したが、先発投手として投げた試合の防御率は3.51だった。

### エンゼルス時代
2013年12月10日にホワイトソックス、アリゾナ・ダイヤモンドバックス、ロサンゼルス・エンゼルス・オブ・アナハイム間の三角トレードで、エンゼルスへ移籍した。
2014年は、30試合に登板し、うち24試合で先発投手として投げた。同年は防御率が多少悪化したものの、3.75と4.00未満にまとめ上げた。しかし、6勝9敗に終わり2年連続で負け越した。
オフの11月7日に日米野球2014のMLB選抜に選出された。
2015年には自身初めてオールスターに選出された。同年は年間通じて先発ローテーションで投げ、アメリカンリーグワーストタイの29本塁打を被弾したが、防御率3.59、WHIP1.26、162奪三振という安定した成績をマークした。だが、勝ち運には恵まれずに9勝止まりだった。
2016年は過去のシーズンと比べると防御率が良くないながら勝ち星が先行し、22試合に投げた時点で防御率4.25・FIP5.04・10勝4敗という成績を記録して早々に自身初の二桁勝利を達成した。

### ツインズ時代
2016年8月1日にリッキー・ノラスコ、アレックス・メイヤー、金銭とのトレードで、アラン・ブセニッツと共にミネソタ・ツインズへ移籍した。
ツインズ加入後は更に投球内容が悪化し、11試合に先発登板したが防御率5.58・FIP5.88・3勝6敗という成績に終わった。通年成績は、33試合の先発登板で自己ワーストの防御率4.70・FIP5.31・リーグワーストの79四球を記録するなど、初の二桁勝利に華を添えられなかった。
2017年はシーズン開幕前の2月8日に第4回ワールド・ベースボール・クラシック（WBC）のプエルトリコ代表に選出された。3月22日の決勝アメリカ合衆国戦に敗戦し、2大会連続で準優勝となった。オフの11月2日にFAとなった。

### ホワイトソックス復帰
2018年2月14日にホワイトソックスとマイナー契約を結び、スプリングトレーニングに招待選手として参加することになった。3月28日にメジャー契約を結び、開幕ロースター入りした。この年は49試合（先発7試合）に登板して6勝3敗2セーブ、防御率4.41、103奪三振を記録した。オフの10月29日にFAとなった。

### メッツ時代
2019年1月11日にニューヨーク・メッツとマイナー契約を結び、スプリングトレーニングに招待選手として参加することになった。開幕は傘下のAAA級シラキュース・メッツで迎え、5月20日にメジャー契約を結んでアクティブ・ロースター入りした。6月15日にDFAとなり、18日にFAとなった。

### 2度目のホワイトソックス復帰
2019年6月20日にホワイトソックスとマイナー契約を結んだ。8月6日にメジャー契約を結んでアクティブ・ロースター入りした。オフの10月31日にFAとなった。

### タイガース傘下時代
2020年1月21日にデトロイト・タイガースとマイナー契約を結び、スプリングトレーニングに招待選手として参加することになった。7月21日にFAとなった。

### マリナーズ時代
2021年5月5日にシアトル・マリナーズとマイナー契約を結んだ。傘下のAAA級タコマ・レイニアーズで3試合先発登板の後、5月27日にメジャー契約を結んでアクティブ・ロースター入りした。6月27日には同年から導入された粘着物質の抜き打ちテストに史上初めて引っかかり、退場処分を受けた。その後、10試合の出場停止処分を科されて異議申し立てを行なったが、最終的に処分を受け入れた。それとは別件でドーピング検査にも引っかかり、80試合の出場停止処分も科せられた。オフの11月3日にFAとなった。
2022年は無所属だった。

### メキシカンリーグ時代
2022年11月30日にメキシカンリーグのモンクローバ・スティーラーズと契約した。
2023年は9試合に先発登板し、3勝1敗、防御率4.84という成績だった。

## 投球スタイル
最高球速97.4mph（約157km/h）・平均91mph（約146km/h）の速球を中心に、平均83mph（約134km/h）のチェンジアップ、平均85mph（約137km/h）のカッター、平均79mph（約127km/h）の縦のスライダー、平均73mph（約117km/h）のカーブなどを使用する。FB%がMLB通算49%と高く、フライボールピッチャーである。

## 詳細情報

### 年度別投手成績
| 年 度     | 球 団     | 登 板 | 先 発 | 完 投 | 完 封 | 無 四 球 | 勝 利 | 敗 戦 | セ 丨 ブ | ホ 丨 ル ド | 勝 率 | 打 者 | 投 球 回 | 被 安 打 | 被 本 塁 打 | 与 四 球 | 敬 遠 | 与 死 球 | 奪 三 振 | 暴 投 | ボ 丨 ク | 失 点 | 自 責 点 | 防 御 率 | W H I P |
| --------- | --------- | ----- | ----- | ----- | ----- | -------- | ----- | ----- | -------- | ----------- | ----- | ----- | -------- | -------- | ----------- | -------- | ----- | -------- | -------- | ----- | -------- | ----- | -------- | -------- | ------- |
| 2011      | CWS       | 2     | 0     | 0     | 0     | 0        | 0     | 0     | 0        | 0           | ----  | 18    | 5.1      | 1        | 0           | 1        | 1     | 0        | 2        | 1     | 0        | 0     | 0        | 0.00     | 0.38    |
| 2012      | CWS       | 42    | 4     | 0     | 0     | 0        | 4     | 1     | 4        | 4           | .800  | 306   | 70.1     | 54       | 10          | 40       | 1     | 7        | 79       | 5     | 2        | 26    | 26       | 3.33     | 1.34    |
| 2013      | CWS       | 34    | 23    | 0     | 0     | 0        | 4     | 9     | 0        | 0           | .308  | 656   | 149.0    | 137      | 17          | 72       | 2     | 15       | 137      | 2     | 0        | 69    | 59       | 3.56     | 1.40    |
| 2014      | LAA       | 30    | 24    | 0     | 0     | 0        | 6     | 9     | 0        | 1           | .400  | 544   | 127.1    | 120      | 15          | 53       | 3     | 3        | 108      | 5     | 1        | 63    | 53       | 3.75     | 1.36    |
| 2015      | LAA       | 33    | 32    | 0     | 0     | 0        | 9     | 9     | 0        | 0           | .500  | 776   | 180.2    | 156      | 29          | 71       | 5     | 10       | 162      | 1     | 3        | 80    | 72       | 3.59     | 1.26    |
| 2016      | LAA       | 22    | 22    | 0     | 0     | 0        | 10    | 4     | 0        | 0           | .714  | 656   | 120.2    | 104      | 20          | 57       | 0     | 4        | 107      | 2     | 1        | 61    | 57       | 4.25     | 1.33    |
| 2016      | MIN       | 11    | 11    | 0     | 0     | 0        | 3     | 6     | 0        | 0           | .333  | 270   | 61.1     | 65       | 13          | 22       | 0     | 1        | 37       | 1     | 0        | 39    | 38       | 5.58     | 1.07    |
| '16計     | MIN       | 33    | 33    | 0     | 0     | 0        | 13    | 10    | 0        | 0           | .565  | 785   | 182.0    | 169      | 33          | 79       | 0     | 5        | 144      | 3     | 1        | 100   | 95       | 4.70     | 1.25    |
| 2017      | MIN       | 15    | 14    | 0     | 0     | 0        | 4     | 8     | 0        | 0           | .333  | 311   | 70.1     | 70       | 15          | 31       | 0     | 5        | 51       | 0     | 1        | 44    | 44       | 5.63     | 1.44    |
| 2018      | CWS       | 49    | 7     | 0     | 0     | 0        | 6     | 3     | 2        | 0           | .667  | 460   | 102.0    | 101      | 16          | 60       | 3     | 5        | 103      | 1     | 2        | 54    | 50       | 4.41     | 1.58    |
| 2019      | NYM       | 8     | 0     | 0     | 0     | 0        | 1     | 0     | 0        | 0           | 1.000 | 38    | 8.0      | 10       | 1           | 5        | 0     | 0        | 6        | 0     | 0        | 6     | 6        | 6.75     | 1.88    |
| 2019      | CWS       | 11    | 2     | 0     | 0     | 0        | 0     | 1     | 0        | 0           | .000  | 125   | 25.2     | 32       | 7           | 17       | 0     | 0        | 34       | 0     | 0        | 20    | 19       | 6.66     | 1.91    |
| '19計     | CWS       | 19    | 2     | 0     | 0     | 0        | 1     | 1     | 0        | 0           | .500  | 163   | 33.2     | 42       | 8           | 22       | 0     | 0        | 40       | 0     | 0        | 26    | 25       | 6.68     | 1.90    |
| 2021      | SEA       | 13    | 1     | 0     | 0     | 0        | 1     | 1     | 0        | 0           | .500  | 117   | 26.1     | 27       | 2           | 11       | 0     | 0        | 30       | 0     | 0        | 10    | 10       | 3.42     | 1.44    |
| MLB：10年 | MLB：10年 | 270   | 140   | 0     | 0     | 0        | 48    | 51    | 6        | 5           | .485  | 4136  | 947.0    | 877      | 145         | 440      | 15    | 50       | 856      | 18    | 10       | 472   | 434      | 4.12     | 1.39    |

- 2021年度シーズン終了時
- 各年度の太字はリーグ最高

### WBCでの投手成績
| 年 度 | 代 表        | 登 板 | 先 発 | 勝 利 | 敗 戦 | セ ｜ ブ | 打 者 | 投 球 回 | 被 安 打 | 被 本 塁 打 | 与 四 球 | 敬 遠 | 与 死 球 | 奪 三 振 | 暴 投 | ボ ｜ ク | 失 点 | 自 責 点 | 防 御 率 |
| ----- | ------------ | ----- | ----- | ----- | ----- | -------- | ----- | -------- | -------- | ----------- | -------- | ----- | -------- | -------- | ----- | -------- | ----- | -------- | -------- |
| 2017  | プエルトリコ | 3     | 0     | 1     | 0     | 0        | 40    | 8.2      | 9        | 0           | 5        | 1     | 0        | 9        | 1     | 0        | 4     | 2        | 2.08     |
| 2023  | プエルトリコ | 1     | 0     | 0     | 0     | 0        | 12    | 2.1      | 5        | 0           | 0        | 0     | 0        | 1        | 0     | 0        | 2     | 2        | 7.71     |

- 太字は大会最高

### 年度別守備成績
| 年 度 | 球 団 | 投手（P） | 投手（P） | 投手（P） | 投手（P） | 投手（P） | 投手（P） |
| 年 度 | 球 団 | 試 合     | 刺 殺     | 補 殺     | 失 策     | 併 殺     | 守 備 率  |
| ----- | ----- | --------- | --------- | --------- | --------- | --------- | --------- |
| 2011  | CWS   | 2         | 0         | 1         | 0         | 0         | 1.000     |
| 2012  | CWS   | 42        | 4         | 8         | 0         | 2         | 1.000     |
| 2013  | CWS   | 34        | 8         | 17        | 1         | 0         | .962      |
| 2014  | LAA   | 30        | 3         | 17        | 2         | 0         | .909      |
| 2015  | LAA   | 33        | 4         | 20        | 0         | 3         | 1.000     |
| 2016  | LAA   | 22        | 6         | 15        | 1         | 1         | .955      |
| 2016  | MIN   | 11        | 3         | 0         | 0         | 0         | 1.000     |
| '16計 | MIN   | 33        | 9         | 15        | 1         | 1         | .960      |
| 2017  | MIN   | 15        | 5         | 6         | 0         | 0         | 1.000     |
| 2018  | CWS   | 49        | 3         | 7         | 0         | 1         | 1.000     |
| 2019  | NYM   | 8         | 0         | 0         | 0         | 0         | ----      |
| 2019  | CWS   | 11        | 0         | 5         | 0         | 1         | 1.000     |
| '19計 | CWS   | 19        | 0         | 5         | 0         | 1         | 1.000     |
| 2021  | SEA   | 13        | 4         | 0         | 0         | 0         | 1.000     |
| MLB   | MLB   | 270       | 40        | 96        | 4         | 8         | .971      |

- 2021年度シーズン終了時
- 各年度の太字はリーグ最高

### 記録
- MLBオールスターゲーム選出：1回（2015年）

### 背番号
- 60（2011年）
- 53（2012年 - 2016年途中、2017年 - 2018年、2019年8月6日 - 同年終了）
- 66（2016年途中 - 同年終了）
- 33（2019年 - 同年6月14日）
- 57（2021年）

### 代表歴
- 2017 ワールド・ベースボール・クラシック・プエルトリコ代表
- 2023 ワールド・ベースボール・クラシック・プエルトリコ代表